# Terreiro do Alaqueto

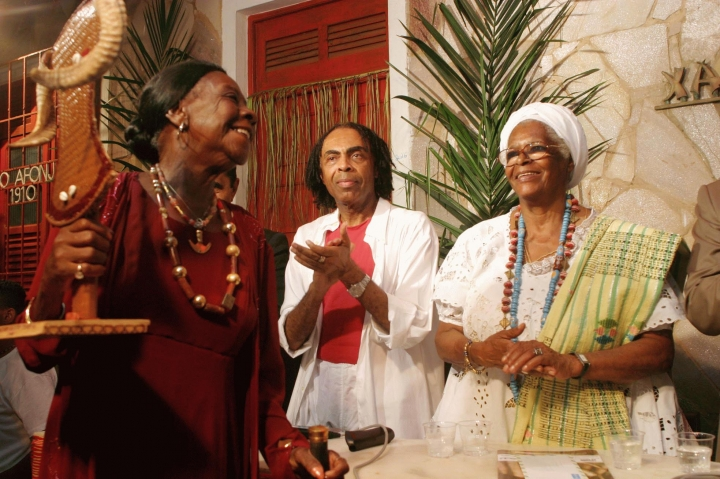
Mãe Olga de Alaqueto, o ministro da cultura Gilberto Gil e Mãe Stella de Oxóssi

O Terreiro do Alaqueto (Alaketu) ou Ilé Axé Mariolajé é um terreiro brasileiro de Candomblé. Está localizado à Rua Luiz Anselmo, bairro do Matatu em Salvador e foi fundado em 1636 por Maria do Rosário, Otampê Ojarô, descendente da Familia Real de Queto. Também conhecido como "Casa de Mãe Olga do Alaqueto", a qual lidera o terreiro como ialorixá. É um dos terreiros mais antigos do Brasil, havendo relatos orais que apontem sua fundação no século XVII, e documentos formais de 1858.
Foi tombado pelo Instituto do Patrimônio Histórico e Artístico Nacional (IPHAN), sob o processo n.º 1484=T-01, de 2005.

## História
As primeiras donas do Alaqueto eram gémeas e foram capturadas na beira do rio de Minas Santé, que eram fundos do reinado de Queto. Vieram para o Brasil não como escravas e ali foram criadas até a idade de dezesseis anos, quando voltaram para a África.
Casaram com 22 anos de idade e voltaram para o Brasil abrindo então o terreiro do Alaqueto no dia 8 de Maio de 1616.
A dona do Alaqueto, que fundou o terreiro, chamava-se Iá Otampê Ojarô, e a irmã chamava-se Iá Gogorixá. Sua filha chamou-se Iá Acobiodé. Esse é o primeiro nome que tem qualquer pessoa que seja a primeira filha de um reinado em Queto.
Depois de Acobiodé vieram dois filhos homens de nome Babá Aboré e Babá Olaxedom. Baba Aboré foi pai de Obá Oindá, que quer dizer “mulher de rei”, Todas as mulheres desta família tem nomes de Iabá e os homens de Obas, pertencentes ao reinado de Queto. Informação dada por D. Olga de Alaqueto.

## Tradição
A genealogia de Olga Francisca Regis remonta a cinco gerações, e os claros na sua diagramação foram explicados por se referirem “a pessoas que não tiveram muita obrigação na casa”.
O nome Ojarô, uma abreviatura de Ojá Aro, é o nome de uma das cinco famílias reais conhecidas em Queto e de onde ainda são escolhidos os Alaqueto, num sistema rotativo.

## Sacerdotes
Nome de sacerdotes e o período em que exerceu o cargo:
- Otampê Ojá Arô e Babá Alaji - Porfírio Regis - Maria do Rosário (Otampê Ojarô)
- Odé Akobi - João Regis - Chiquinha (Ode Acobi ou Acobiodé)
- Babá Aboré - José Gonçalo Regis (Babá Boré) - Iá Merenundé
- Bira da Oxum, 1987
- Etelvina Francisca Regis (Ogum Lonã) - iaquequerê do Alaqueto
- Dionísia Francisca Régis - João Nepomuceno - Maria Francisca (Maquendê) - Dionísia (Oba Dindá)
- Olga de Alaqueto, Olga Francisca Regis (Oiafunmi) - José Cupertino Barbosa - 2005
- Jocelina Barbosa Bispo, mãe Jojó de Alaqueto, 2005
- José, Louriel, Gérson, Joselina, Joselita, Josenira, Genival e Jonilson